# Gerardo Meijide
Gerardo Gabriel Meijide (Buenos Aires, Argentina; 29 de abril de 1970) es un exfutbolista que se desempeñó en la posición de defensor. La parte más exitosa de su carrera la logró en Independiente, donde conquistó el Torneo Clausura 1994, la Supercopa Sudamericana 1994 y la Recopa Sudamericana 1995. También jugó en Newell's Old Boys, Ferro y Deportivo Armenio, entre otros.

## Clubes
| Club                  | País      | Año       |
| --------------------- | --------- | --------- |
| Independiente         | Argentina | 1990-1995 |
| Newell's Old Boys     | Argentina | 1995      |
| Nueva Chicago         | Argentina | 1996-1997 |
| Técnico Universitario | Ecuador   | 1998      |
| Unión Central         | Bolivia   | 1999      |
| Ferro                 | Argentina | 2000-2001 |
| Deportivo Armenio     | Argentina | 2001-2002 |
| San Miguel            | Argentina | 2002-2003 |
| Deportivo Armenio     | Argentina | 2003      |

## Palmarés

### Campeonatos nacionales
| Título           | Club          | País      | Año  |
| ---------------- | ------------- | --------- | ---- |
| Primera División | Independiente | Argentina | 1994 |

### Copas internacionales
| Título                 | Club          | País      | Año  |
| ---------------------- | ------------- | --------- | ---- |
| Supercopa Sudamericana | Independiente | Argentina | 1994 |
| Recopa Sudamericana    | Independiente | Argentina | 1995 |